# Johnny Melville
Johnny Melville (Leith, 27 de enero de 1948) es un payaso, actor y mimo británico que forma parte del grupo de artistas que revolucionaron en la década de los 70 el mundo del payaso en Europa, al lado de nombres como Jango Edwards o Nola Rae en la histórica compañía Friends Roadshow, que dirigía el mítico Festival of Fools. Compagina su trabajo como payaso, mimo y formador con la de actor en diferentes metrajes cinematográficos.

## Trayectoria
Inició su carrera profesional en 1972, trabajando al lado de nombres propios de la escena teatral británica como David Aukin o John Bolton (historietista). Hasta 1977 fue actor y director de la compañía de teatro alternativo Salakta Balloon Band, y posteriormente y hasta 1979 de la compañía de teatro londinense Kaboodle Theatre. Sin embargo fue en 1978 cuando inició su carrera como solista en el Festival of Fools, una carrera que lo proyectó por todo tipo de festivales europeos en Alemania, Holanda, Austria, Dinamarca, Francia, Suecia, Italia, Japón, Rusia, Canadá (actuó dos veces en el célebre festival Just for laughs de Montreal) y Estados Unidos, trabajando tanto en la interpretación como en la dirección de espectáculos. Su popularidad como mimo y payaso fue tanta que en 1987 le dedicaron en Aarhus, Dinamarca, un Johnny Melville Festival, de diez días de duración en los que Melville ofreció sus cinco últimos espectáculos.
Melville también ha alternado su talento como payaso y mimo con actuaciones en cortometrajes, largometrajes, series televisivas y TV-movies de todo tipo y en múltiples países (mayormente en el circuito de cine alternativo), pero también en publicidad televisiva e incluso al lado de grupos musicales de moda, destacando la colaboración que realizó con el grupo suizo Yello en 1988. Como actor ha trabajado bajo la dirección de nombres como Vanna Paoli, Dieter Meier, Ricard Reguant, Antonio Chavarrías, Mario Orfini, Michael Knighton, entre muchos otros. En 2001 ganó el premio al mejor actor en el Brooklyn Film Festival de Nueva York por la película No man's land, dirigida por Nina Rosenmeier.
También ha compaginado sus actuaciones y talleres formativos de mimo, gesto y payaso con el cine, la dirección y la escritura de guiones, además de haber dado un salto a programaciones y festivales de clown latinoamericanos, visitando con cierta frecuencia Colombia, Brasil, México o Chile.
En 2009, se estrenó el documental Zapatos nuevos: Payasos de hoy en Europa, dirigido por Brian Rodríguez Wood y producido por Javier Salinas, donde aparece Melville junto a otras figuras del mundo del clown como: Gardi Hutter, Leo Bassi, Jango Edwards, Carlo Colombaioni, Pepa Plana, Slava Polunin, Philippe Gaulier, Virginia Imaz, Joan Montanyès i Martínez o Buffo; que tuvo 4 nominaciones a los Premios Goya 2010.